# Frank Beaurepaire
Frank Beaurepaire (n. 13 mai 1891, Melbourne, Victoria, Australia – d. 29 mai 1956, Melbourne, Victoria, Australia) a fost un înotător ce a reprezentat Australia, medaliat olimpic. A participat la 3 ediții ale Jocurilor Olimpice (1908, 1920, 1924) în care a câștigat 6 medalii de argint și 3 medalii de bronz.